# Joachim Spremberg
Joachim Spremberg (født 3. november 1908 i Berlin, død 16. juli 1975 smst.) var en tysk roer og olympisk guldvinder.
Joachim Spremberg var søn af Richard Spremberg, der havde været eliteroer, og sønnen roede for Berlin Roklub, hvor han var med til at blive toer ved de tyske mesterskaber i firer med styrmand i 1930 samt etter i 1931.
Sammen med resten af den tyske firer med styrmand (Hans Eller, Walter Meyer, Horst Hoeck og styrmand Carlheinz Neumann) blev han udtaget til OL 1932 i Los Angeles. Tyskerne kom akkurat i finalen efter andenpladser i indledende heat og i opsamlingsheatet. Finalen blev et tæt løb mellem tyskerne og italienerne, men til sidst sejrede tyskerne med blot 0,2 sekund foran italienerne, mens Polen vandt bronze.
Spremberg blev også tysk mester i denne båd i 1933 og 1934.

## OL-medaljer
- 1932:  Guld i firer med styrmand